# 临时政府参议院旧址

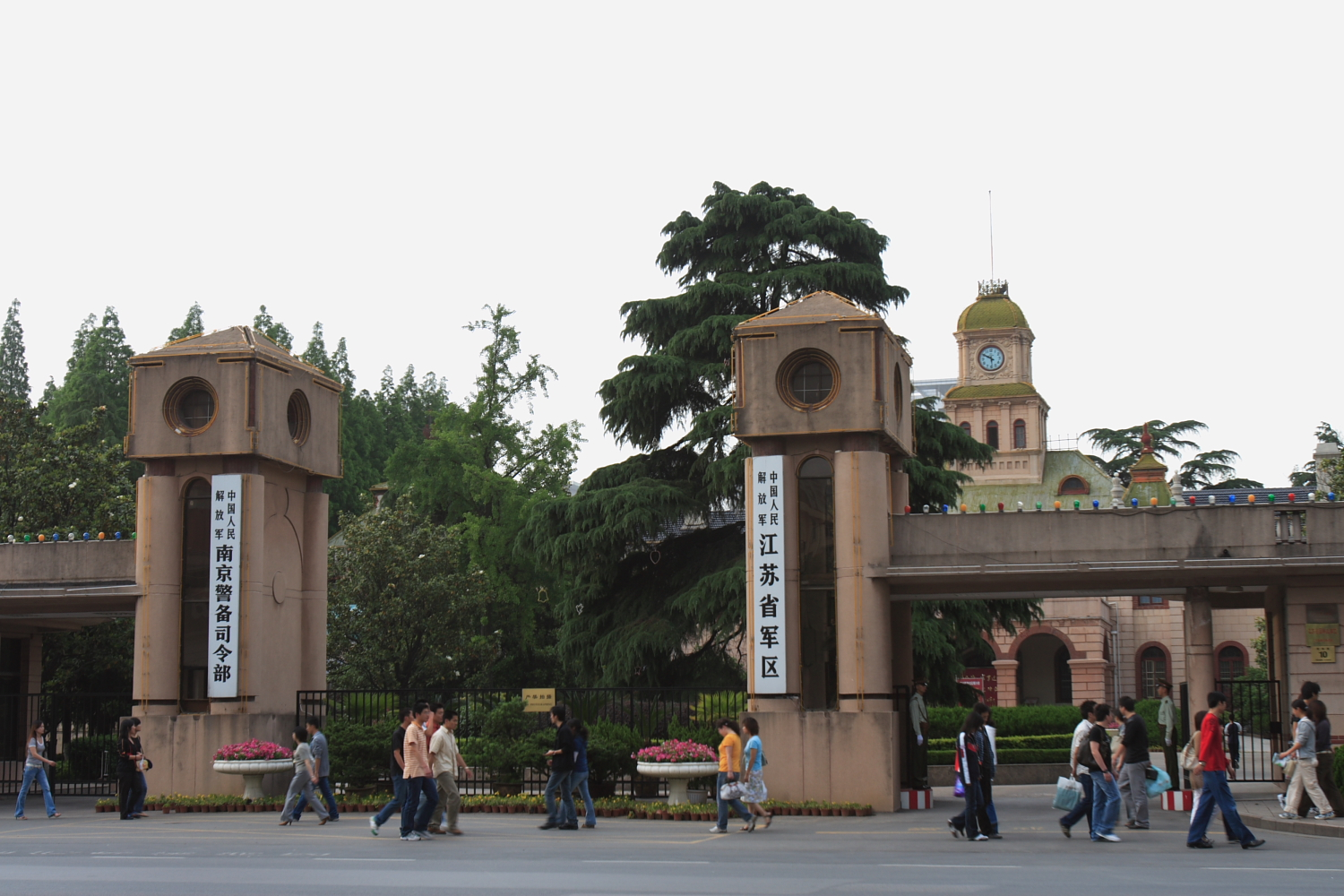
临时政府参议院旧址今貌

临时政府参议院旧址是中华人民共和国江苏省南京市鼓楼区的全国重点文物保护单位——原国民政府旧址中的一项，位于湖南路10号。该楼先后为江苏省谘议局、南京临时参议院、中国国民党中央党部等机构的所在地，现为江苏省军区司令部所在地。

## 历史
清光绪三十四年（1908年），清政府在实行“预备立宪”中颁布了《各省谘议局章程》。清宣统元年（1909年），端方奏请建江苏省谘议局大楼。该大楼由孙支厦设计，仿法国文艺复兴式建筑。1909年9月1日，江苏省谘议局成立，张謇任议长。
1911年，辛亥革命宣布独立的17个省的代表45人于12月10日在该楼召开各省都督府代表联合会会议，商讨组建临时中央政府事宜。12月29日，联合会推选孙文为临时大总统，并宣布改国号为中华民国，1912年为中华民国元年。孙文就任临时大总统后，该楼成为中华民国临时参议院院址。中华民国临时参议院通过了《中华民国临时约法》。
后来，该楼又曾改为中国国民党中央党部办公楼。1937年至1945年，一度由汪精卫政权使用。1949年后，江苏省军区司令部接管该楼。

## 建筑现状
现该建筑大院占地面积约6,300平方米，主要建筑为江苏省谘议局时期的遗存，为前后两进及东西厢房组成的四合院，占地面积约4,600平方米。四合院中间原有一个大厅，1929年奉安大典时，孙中山遗体自北京迁到南京后曾停柩于该厅内公祭。该大厅在文化大革命期间被拆毁。1991年，该建筑被中华人民共和国建设部、国家文物局评为近代优秀建筑；1982年，该建筑列为南京市文物保护单位；2001年，该建筑和其他原国民政府旧址一起被列为全国重点文物保护单位。